# Felo Feoto
Felo Feoto (Nukufetau, 20 februari 1982) is een Tuvaluaans voetballer die uitkomt voor Tamanuku.
In 2008 deed Felo met het Tuvaluaans zaalvoetbalteam bij de Oceanian Futsal Championship 2008 mee. In 2011 deed hij met het nationaal Badminton Team mee, bij de Pacific Games.
Felo was in 2012 topscorer van de Tuvalu A-Division met 5 doelpunten.

## Erelijst

### Persoonlijke prijzen
- Topscorer A-Division: 2012